# Mercedes-Benz W447
La sigla W447 identifica la terza generazione delle autovetture di segmento M noti come Vito (veicoli commerciali leggeri) e Classe V (monovolume), prodotti dalla casa automobilistica tedesca Mercedes-Benz dal 2014. 
Per la prima volta viene proposta anche negli Stati Uniti e in Canada ribattezzata Mercedes-Benz Metris.

## Caratteristiche
I veicoli sono dotati di due diversi passi, 3200 mm e 3430 mm, tre diverse lunghezze, 4895 mm, 5140 mm e 5370 mm, e tre diversi tipi di carrozzeria per il Vito, (completamente lamierato, lamiera nel montante C e lamiera nei montante B e C). Contrariamente al predecessore, la Classe V è ora disponibile solo con motori diesel a quattro cilindri, ad eccezione della variante cinese V260 e della variante nordamericana Metris, che sono disponibili solo con il motore a benzina turbo da 2,0 litri M274.
Il telaio è disponibile in versioni a trazione anteriore, posteriore o integrale 4Matic.

## Storia
La nuova generazione di Vito (commerciale) e Classe V (versione monovolume) sono state presentate il 31 maggio 2014, mentre la produzione viene ufficialmente avviata nell’agosto dello stesso anno presso l’impianto di Vitoria (in Spagna).
Le vendite in Europa partono nell'ottobre 2014 con la gamma motori composta dal 1.6 OM622 diesel di origine Renault montato sulle versioni a trazione anteriore (erogante 88 e 114 cavalli) e dal 2.2 diesel OM651 montato sulle versioni a trazione posteriore ed integrale (erogante 136, 163, 190 e 204 cavalli). Come di consueto sono disponibili anche i modelli in allestimento camper denominati Marco Polo e Marco Polo Horizon (entrambi basati sulla Classe V) e Marco Polo Activity (basato sul Vito). Tutti e tre i modelli sono realizzati da Westfalia. 
Nel marzo 2015 debutta la versione nord americana ribattezzata Mercedes-Benz Metris prodotta in Messico ed equipaggiata con il motore benzina turbo 2.0 M274 quattro cilindri da 211 CV e 350 Nm di coppia motrice.
Nel giugno 2015 il Vito debutta in Sud America dove viene assemblato nello stabilimento Mercedes-Benz Centro Industrial Juan Manuel Fangio di Buenos Aires.
Nel settembre 2016 la produzione viene avviata anche in Cina nell’impianto di Fuzhou della joint venture Fujian Benz Automotive Co. Daimler, Ltd. (FBAC) sia del Vito che della versione passeggeri Classe V.

### Restyling 2019

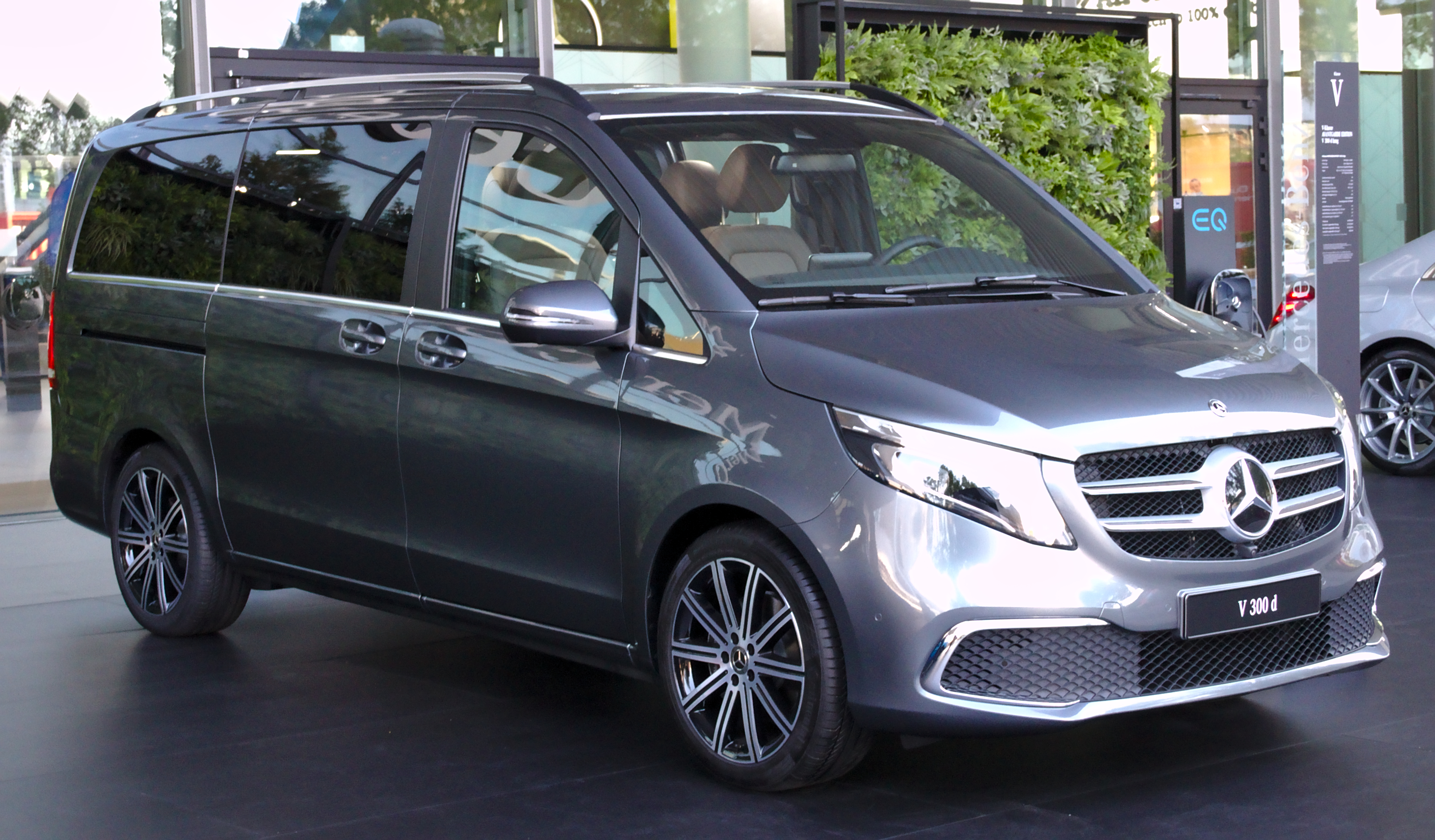
Mercedes-Benz Classe V (restyling 2019)

Al Salone dell'automobile di Ginevra nel marzo 2019, è stato presentato il restyling del Vito e della Classe V insieme al concept car Mercedes-Benz EQV, che anticipa la versione con motorizzazione elettrica a batteria della Classe V. Il restyling porta al debutto il nuovo motore 2.0 turbodiesel OM651 declinato nelle varianti da 136, 163 e 190 cavalli più la variante biturbo da 240 cavalli tutte accoppiate alla trazione posteriore e al nuovo cambio automatico a nove rapporti NAG 9G-Tronic che sostituisce il precedente sette rapporti. Per i modelli a trazione anteriore debutta il nuovo OM622 da 1,75 litri di origine Renault proposto in due varianti di potenza, 102 e 136 CV, con coppia massima rispettivamente di 270 Nm e 330 Nm
La versione di produzione EQV debutta successivamente al Salone dell'automobile di Francoforte nel settembre 2019.  

### Restyling 2023

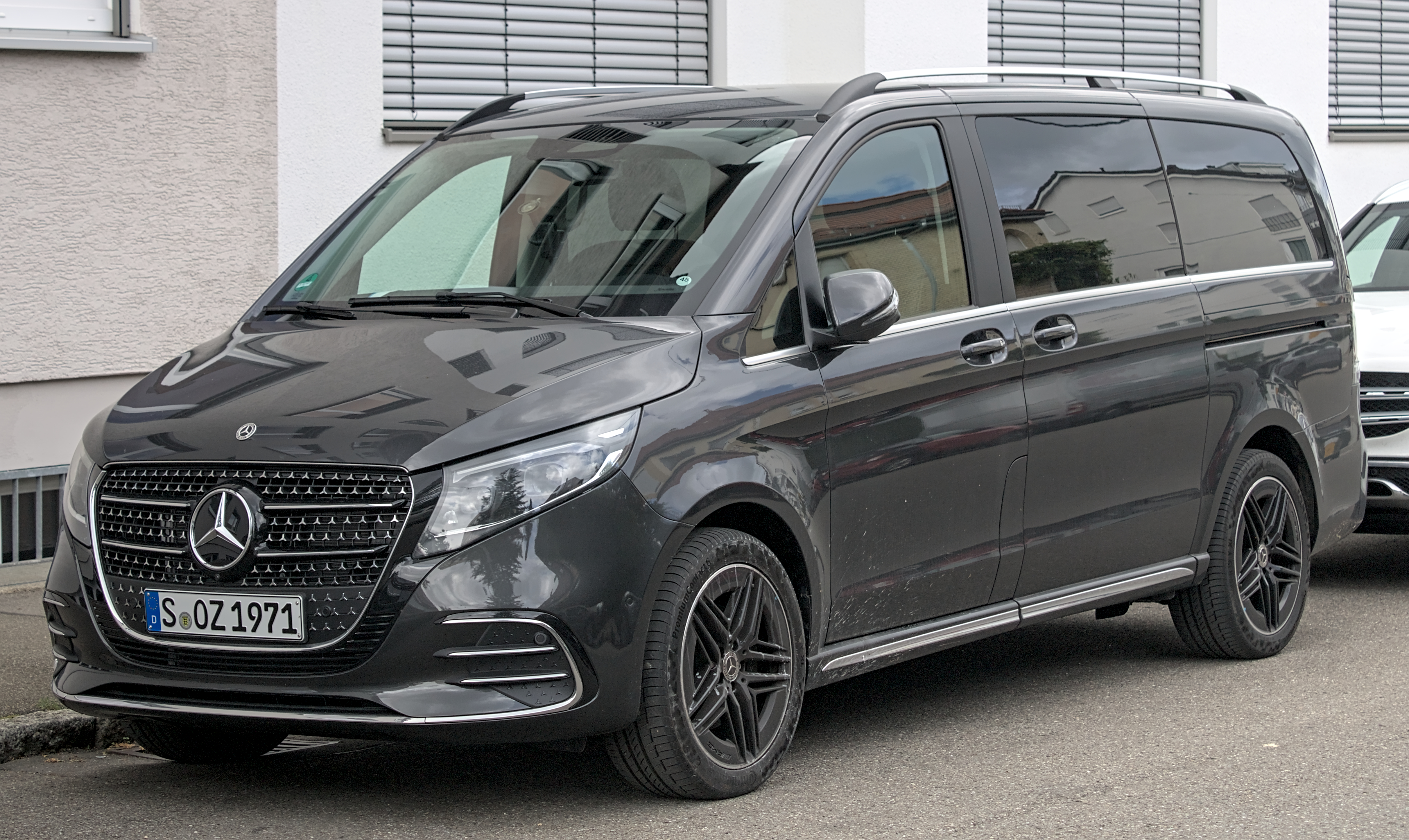
Mercedes-Benz Classe V (restyling 2023)

Il 27 luglio 2023 è stata presentata la Classe V W447 rivista. Per l’anno modello 2024, la nuova fascia anteriore aggiunge una griglia del radiatore più grande, circondata da una fascia luminosa a LED, inizialmente introdotta sul W214. La LCI è inoltre dotata di fari multifascio, mentre il logo Mercdes-Benz è montato sul cofano. Sono state aggiunte le importanti scritte Mercedes-Benz e cinque nuove opzioni di colore. Sono disponibili nuovi design delle ruote, che presentano ruote da 17, 18 e 19 pollici ottimizzate dal punto di vista aerodinamico. Gli interni introducono un nuovo quadro strumenti e un nuovo touchscreen che gestisce il nuovissimo sistema Mercedes-Benz User Experience (MBUX).

### Versioni elettriche (eVito/EQV)

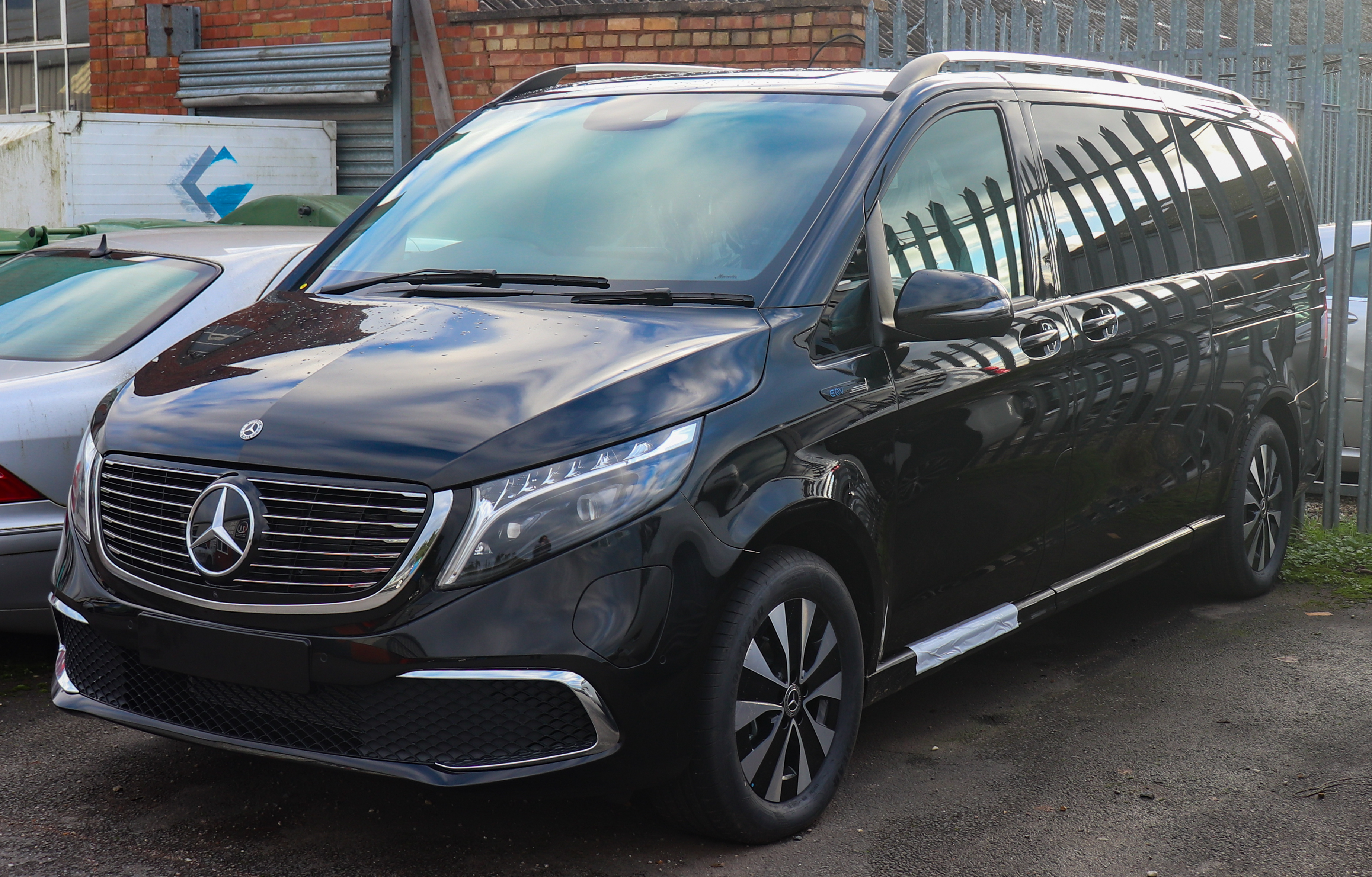
Mercedes-Benz Classe V (versione elettrica)

Nella seconda metà del 2018 è stata lanciata sul mercato una variante elettrica della versione commerciale, denominata eVito, con motore elettrico da 84 kW e una autonomia di 150 km con una carica completa secondo il ciclo WLTP. La velocità massima dichiarata è pari a 120 km/h.  
La versione elettrica della Classe V è invece stata proposta a partire dalla primavera del 2019 con il nome EQV (la cui denominazione evidenzia l'appartenenza alla gamma di veicoli elettrici EQ del gruppo Daimler). Il motore elettrico sviluppa 204 CV e 362 Nm di coppia motrice ed è abbinato a un cambio a rapporto fisso. La velocità massima è di 160 km/h e la batteria è agli ioni di litio da 90 kWh. L'autonomia dichiarata è di 405 km nel ciclo NEDC.

## Riepilogo caratteristiche
| Modello                         | Motore      | Cilindrata (cm³) | Alimentazione                   | Cambio/Nº rapporti      | Potenza CV/rpm | Coppia Nm/rpm       | Emissioni CO2 (g/km) | Acceler. 0–100 km/h | Velocità max (km/h) | Consumo (l/100 km o kWh) | Anni di produzione |
| ------------------------------- | ----------- | ---------------- | ------------------------------- | ----------------------- | -------------- | ------------------- | -------------------- | ------------------- | ------------------- | ------------------------ | ------------------ |
| Versioni a benzina              |             |                  |                                 |                         |                |                     |                      |                     |                     |                          |                    |
| Metris                          | M274DE20AL  | 1991             | Iniezione diretta               | Automatico a 7 rapporti | 211/5500       | 350/1250            | N.D.                 | N.D.                | 161                 | 10,7                     | 2015–2019          |
| Versioni a gasolio              |             |                  |                                 |                         |                |                     |                      |                     |                     |                          |                    |
| Vito 109 CDI                    | OM622DE16LA | 1598             | Common rail a iniezione diretta | Manuale a 6 marce       | 88/3800        | 230/1500–2000       | 169                  | 18"9                | 157                 | 6,4                      | dal 10/2014        |
| Vito 111 CDI                    | OM622DE16LA | 1598             | Common rail a iniezione diretta | Manuale a 6 marce       | 114/3800       | 270/1500–2500       | 169                  | 14"4                | 169                 | 6,4                      | dal 10/2014        |
| Vito 110 CDI (VA)               | OM622DE17LA | 1749             | Common rail a iniezione diretta | Manuale a 6 marce       | 102/3800       | 270/1500–2500       |                      |                     |                     |                          | dal 2019           |
| Vito 114 CDI (VA)               | OM622DE17LA | 1749             | Common rail a iniezione diretta | Manuale a 6 marce       | 136/3800       | 330/1750–2500       |                      |                     |                     |                          | dal 2019           |
| Vito 114 CDI                    | OM654       | 1950             | Common rail a iniezione diretta | Manuale a 6 marce       | 136/3800       | 330/1250–2400       |                      | 9"8                 | 199                 |                          | dal 03/2019        |
| Vito 114 CDI                    | OM651DE22LA | 2143             | Common rail a iniezione diretta | Manuale a 6 marce       | 136/3800       | 330/1200–2400       | 159                  | 9"8                 | 199                 | 6,1                      | dal 10/2014        |
| V 200 CDI                       | OM651DE22LA | 2143             | Common rail a iniezione diretta | Manuale a 6 marce       | 136/3800       | 330/1200–2400       | 159                  | 9"8                 | 199                 | 6,1                      | 05/2014–02/2019    |
| V 220 CDI                       | OM651DE22LA | 2143             | Common rail a iniezione diretta | Manuale a 6 marce       | 163/3800       | 380/1400–2400       | 149                  | 9"8                 | 199                 | 5,7                      | 05/2014–02/2019    |
| Vito 116 CDI                    | OM651DE22LA | 2143             | Common rail a iniezione diretta | Manuale a 6 marce       | 163/3800       | 380/1400–2400       | 149                  | 9"8                 | 199                 | 5,7                      | dal 10/2014        |
| Vito 119 BlueTEC                | OM651DE22LA | 2143             | Common rail a iniezione diretta | Automatico a 7 rapporti | 190 (204)/3800 | 440 (480)/1400–2400 | 157                  | 9"8                 | 199                 | 6,0                      | dal 10/2014        |
| Vito 119 CDI 4x4                | OM651DE22LA | 2143             | Common rail a iniezione diretta | Automatico a 7 rapporti | 190 (204)/3800 | 440 (480)/1400–2400 | 169                  |                     |                     | 6,4                      | dal 02/2015        |
| V 250 BlueTEC                   | OM651DE22LA | 2143             | Common rail a iniezione diretta | Automatico a 7 rapporti | 190 (204)/3800 | 440 (480)/1400–2400 | 157                  |                     |                     | 6,0                      | 05/2014–02/2019    |
| V 250 BlueTEC 4MATIC            | OM651DE22LA | 2143             | Common rail a iniezione diretta | Automatico a 7 rapporti | 190 (204)/3800 | 440 (480)/1400–2400 | 174                  |                     |                     | 6,6                      | 02/2015–02/2019    |
| V 220 d/Vito 116 CDI            | OM654       | 1950             | Common rail a iniezione diretta | Automatico a 9 rapporti | 163/4200       | 380/1200–2400       | 157–162              |                     |                     | 6,0–6,2                  | dal 03/2019        |
| V 220 d 4MATIC/Vito 116 CDI 4x4 | OM654       | 1950             | Common rail a iniezione diretta | Automatico a 9 rapporti | 163/4200       | 380/1200–2400       | 176–184              |                     |                     | 6,7–6,9                  | dal 03/2019        |
| V 250 d/Vito 119 CDI            | OM654       | 1950             | Common rail a iniezione diretta | Automatico a 9 rapporti | 190/4200       | 440/1350–2400       | 155–161              |                     |                     | 5,9–6,1                  | dal 03/2019        |
| V 250 d 4MATIC/Vito 119 CDI 4x4 | OM654       | 1950             | Common rail a iniezione diretta | Automatico a 9 rapporti | 190/4200       | 440/1350–2400       | 172–179              |                     |                     | 6,5–6,8                  | dal 03/2019        |
| V 300 d/Vito 124 CDI            | OM654       | 1950             | Common rail a iniezione diretta | Automatico a 9 rapporti | 239/4200       | 500/1600–2400       | 155–161              |                     |                     | 5,9–6,1                  | dal 03/2019        |
| V 300 d 4MATIC/Vito 124 CDI 4x4 | OM654       | 1950             | Common rail a iniezione diretta | Automatico a 9 rapporti | 239/4200       | 500/1600–2400       | 172–179              |                     |                     | 6,5–6,8                  | dal 03/2019        |
| Versioni elettriche             |             |                  |                                 |                         |                |                     |                      |                     |                     |                          |                    |
| eVito                           | elettrico   | -                | -                               | -                       | 116/-          | 295/-               | 0                    | -                   | 80/100/120          | 20,2–24,2                | dal 2019           |
| EQV                             | elettrico   | -                | -                               | -                       | 204/-          | 362/-               | 0                    | -                   | 160                 | 27,0                     | da inizio 2020     |